# Tobogan alpí

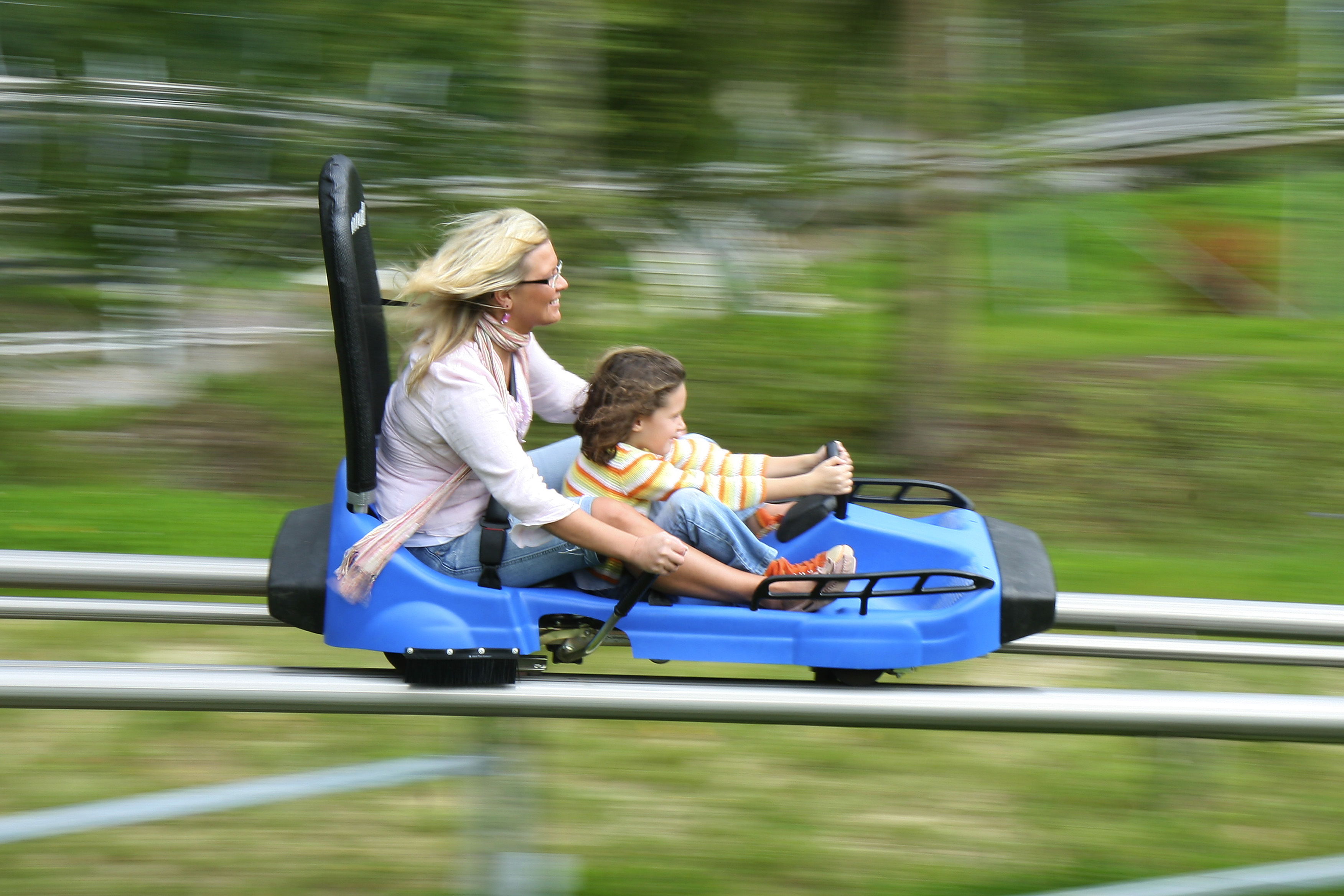
Tobogan alpí a Eifelpark, Alemanya.

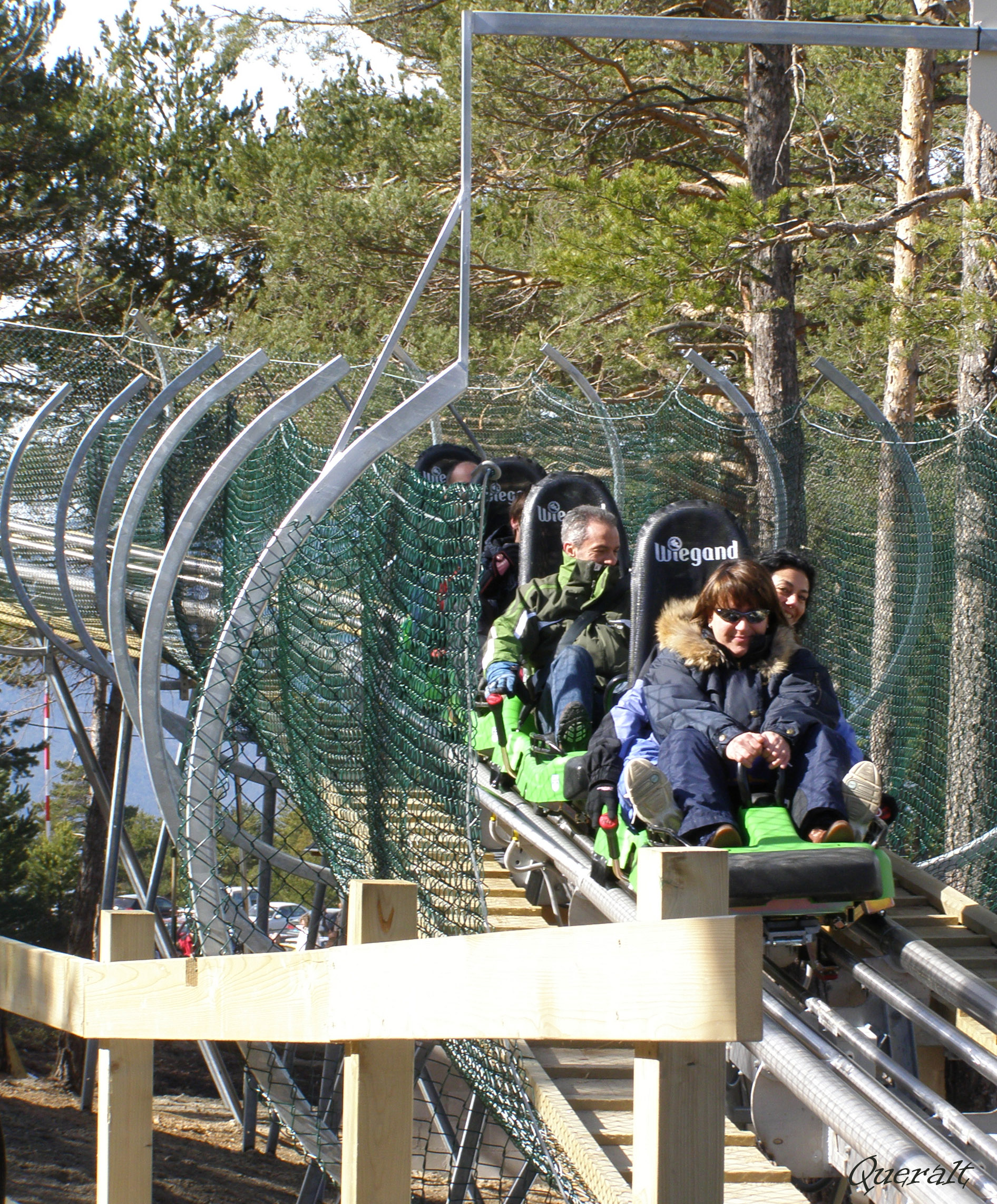
El Tobotronc, a Sant Julià de Lòria, és el tobogan d'estiu més llarg del món.

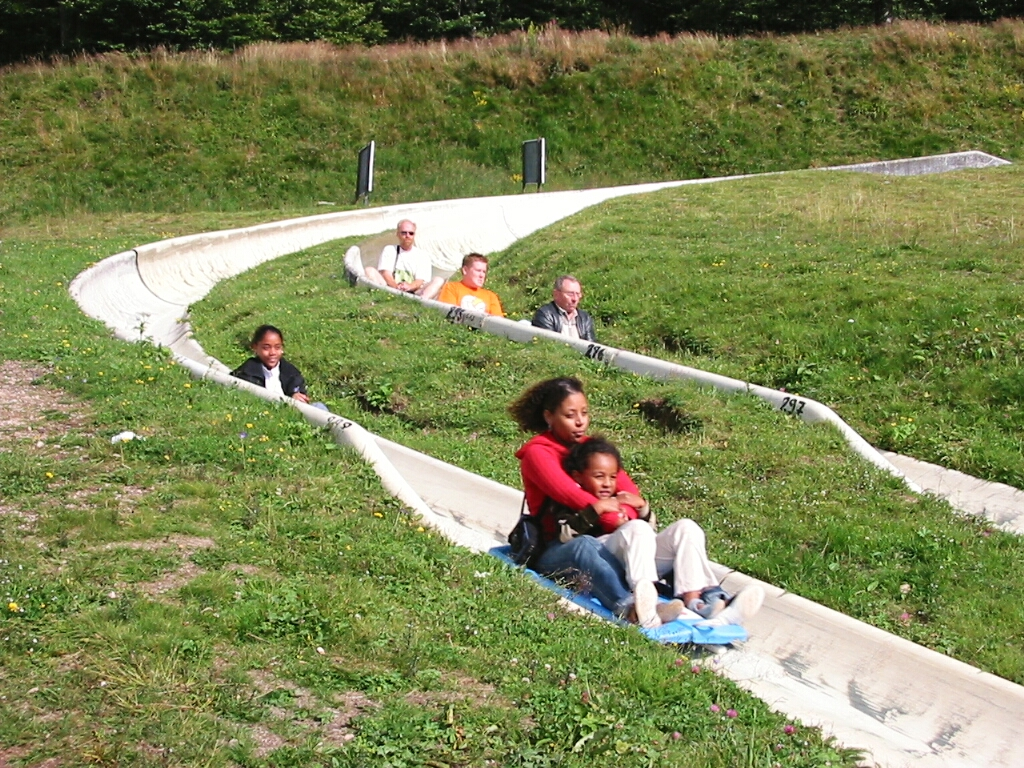
Al coll de la Schlucht el trineu circula sobre una pista de plàstic sense rails.

Un tobogan alpí o tobogan d'estiu (de l'alemany Sommerrodelbahn) és una atracció que fa servir un trineu de tipus bob per baixar per una via, construïda normalment al pendent d'una muntanya. El recorregut pot ser sobre rails, en un sistema semblant al de les muntanyes russes, o bé en un tub o canal fet de plàstic o d'acer inoxidable, sense sistema de fixació. Cada trineu pot dur un o dos passatgers, que en controlen la velocitat amb un fre de mà. Es construeixen normalment en estacions d'esquí per donar sortida a les instal·lacions durant els mesos en què no hi ha neu.
Des del 2007, el tobogan alpí més llarg del món, amb un recorregut de 5,3 quilòmetres, és el Tobotronc, a Naturland, Andorra. Als Països Catalans hi ha dos tobogans d'estiu més: el Màgic Gliss, també a Andorra, inaugurat el 2019 a l'estació d'esquí de Grandvalira amb 555 metres de baixada, i el Calafell Slide, de 700 metres, operatiu des del 1989 a Calafell, al Baix Penedès.
El principal fabricant de tobogans alpins, que a la vegada és l'inventor d'aquest model, és l'empresa alemanya Wiegand, que n'ha muntat més de 130 arreu del món.